# Lake City (Colorado)
Lake City è un centro abitato (town) degli Stati Uniti d'America, capoluogo di contea della contea di Hinsdale dello Stato del Colorado. Nel censimento del 2000 la popolazione era di 375 abitanti.

## Geografia fisica
Secondo i rilevamenti dell'United States Census Bureau, Lake City si estende su una superficie di 2,2 km².